# Fjæreheia

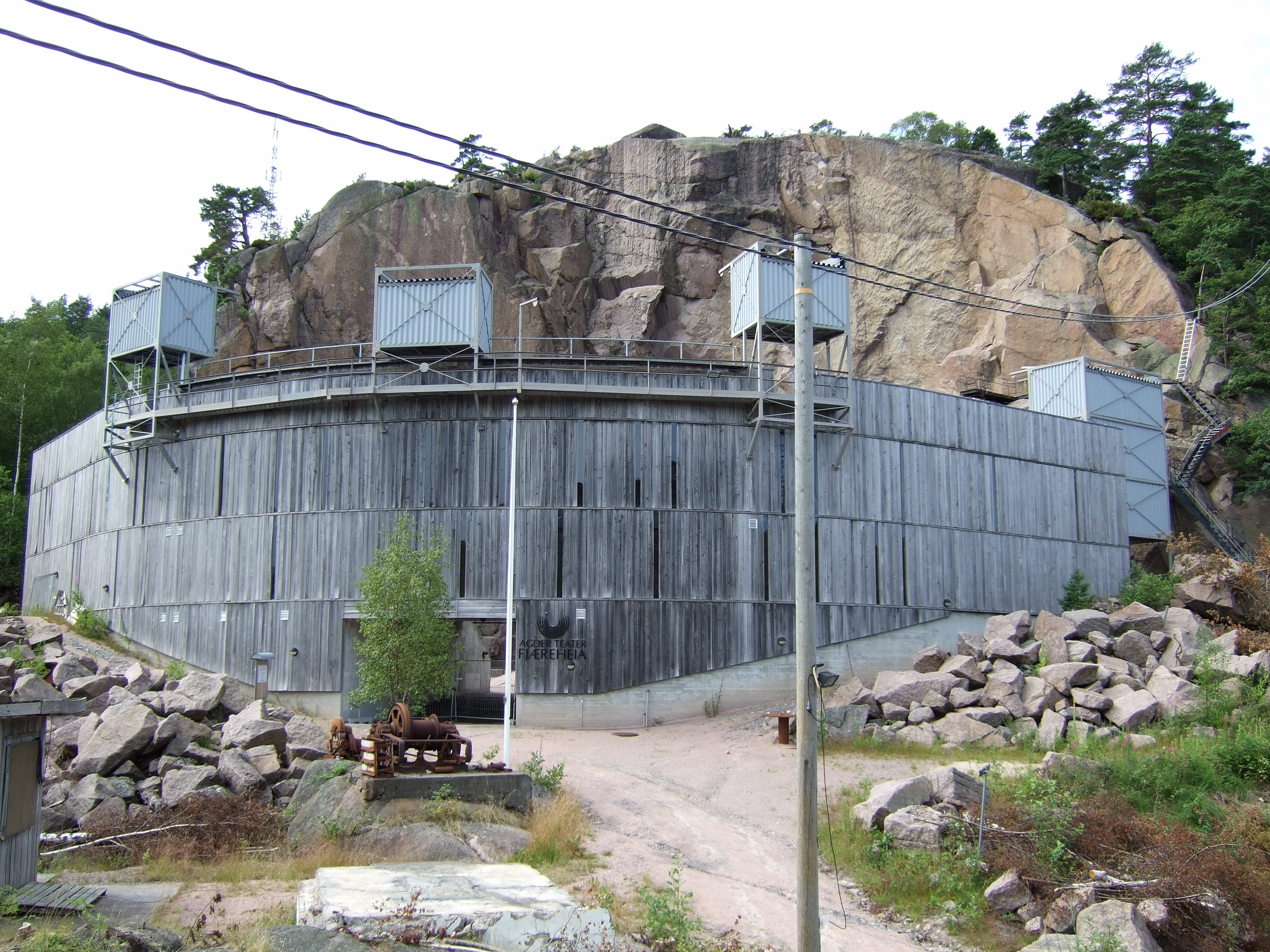
Ansicht des Theaters von außen

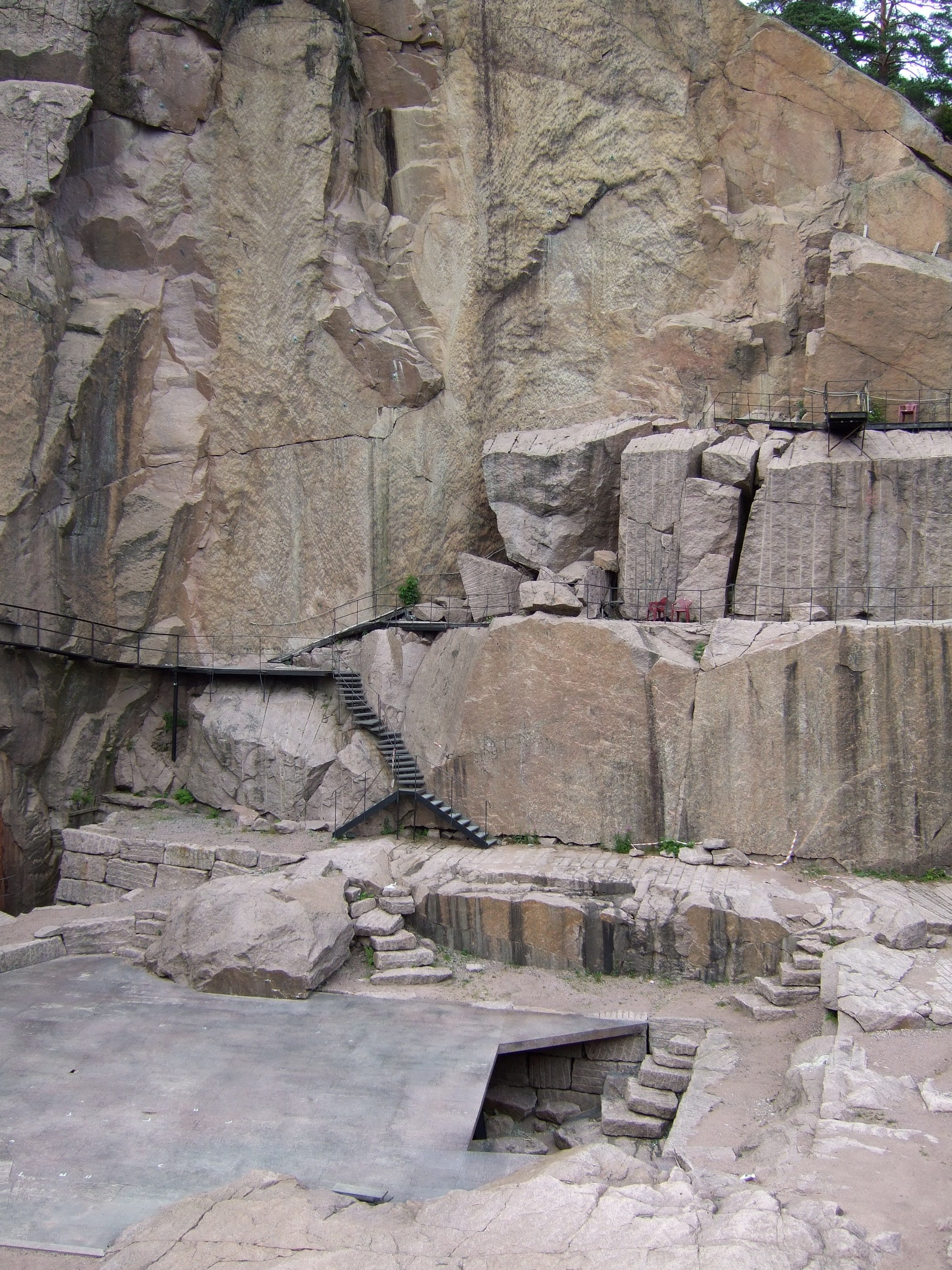
Steinbruch als Theaterkulisse

Fjæreheia ist eine Freiluftbühne in einem früheren Steinbruch, in dem der rote Fjære-Granit gebrochen wurde. Seit 1993 fanden in dem Steinbruch Fjæreheia Theateraufführungen von Henrik Ibsen und Rockmusicals statt. Das Theater in Grimstad liegt in etwa 2 Kilometer von der Fjære kirke entfernt.
Das Agder Teater kaufte das Gelände 1995 auf und baute es im Sommer 1999 zu einem Amphitheater mit etwa 1000 Sitzen aus. Der Steinbruch bildet die Theaterkulisse mit einer entsprechenden Akustik.
Seit seinem Ausbau 1999 fanden unterschiedliche Aufführungen in Fjæreheia statt wie Jesus Christ Superstar als Filmpräsentation, Lesungen der Ballade Terje Vigen von Henrik Ibsen und Rockkonzerte von A-ha, Vamp und Bjørn Eidsvåg.

## Aufführungen
- 1993 – Catilina
- 1994 – Catilina
- 1996 – Når vi døde vågner
- 1998 – Peer Gynt
- 1999 – Peer Gynt
- 2000 – Peer Gynt
- 2001 – Jesus Christ Superstar
- 2002 – Jesus Christ Superstar
- 2004 – Antigone
- 2005 – Emma
- 2006 – Brand
- 2008 – Hamlet